# Friedrich Pischelberger
Friedrich Anton Pischelberger (* 17. April 1740 in Wien; † 19. Januar 1813 am Michelbeuerngrund in Wien) war ein Kontrabass-Virtuose zur Zeit der Wiener Klassik.
Er war neben Josef Kämpfer und Johann Matthias Sperger Mitglied der sogenannten Wiener Kontrabassschule. Angeregt durch diese Kontrabassisten entstanden innerhalb von vier Jahrzehnten etwa 30 Konzerte. Pischelberger wurden einige davon persönlich gewidmet, so schrieb Mozart seine bekannte Arie mit Kontrabass Per questa bella mano (KV 612) für ihn.